# NGC 6653
NGC 6653 est une galaxie elliptique située dans la constellation du Paon. Sa vitesse par rapport au fond diffus cosmologique est de 5 165 ± 56 km/s, ce qui correspond à une distance de Hubble de 76,2 ± 5,4 Mpc (∼249 millions d'al). NGC 6653 a été découverte par l'astronome britannique John Herschel en 1835.
La classe de luminosité de NGC 6653 est III et elle présente une large raie HI.
À ce jour, trois mesures non basées sur le décalage vers le rouge (redshift) donnent une distance de 53,400 ± 8,107 Mpc (∼174 millions d'al), ce qui est à l'extérieur des valeurs de la distance de Hubble. Notons que c'est avec la valeur moyenne des mesures indépendantes, lorsqu'elles existent, que la base de données NASA/IPAC calcule le diamètre d'une galaxie et qu'en conséquence le diamètre de NGC 6653 pourrait être d'environ 39,4 kpc (∼129 000 al) si on utilisait la distance de Hubble pour le calculer.